# Palms Apartments
The Palms es un edificio de apartamentos ubicado en 1001 East Jefferson Avenue de la ciudad de Detroit, la más importante del estado de Míchigan (Estados Unidos). Fue uno de los primeros edificios en Estados Unidos en utilizar hormigón armado. Fue incluido en el Registro Nacional de Lugares Históricos en 1985. Fue diseñado por George D. Mason y Albert Kahn.

## Importancia

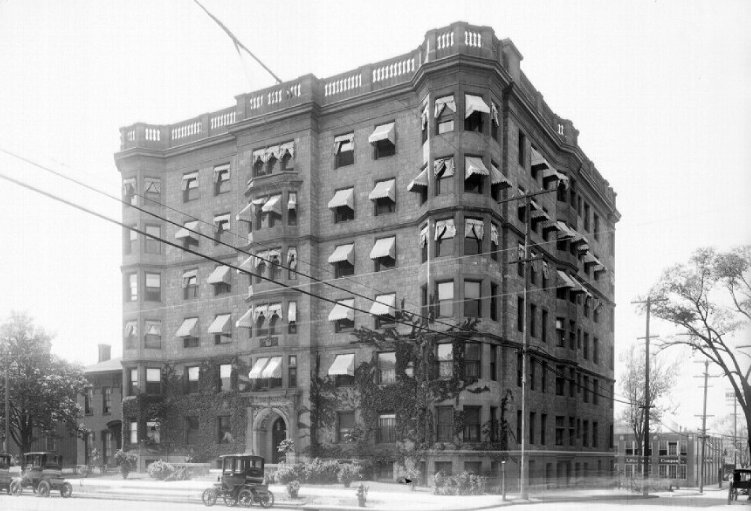
Palms Apartments en 1902.

El edificio de apartamentos de seis pisos se construyó inicialmente como una residencia de clase alta entre 1901 y 1903 a un costo de aproximadamente 80 000 dólares. Sin embargo, su importancia histórica radica en su construcción. Fue diseñado por el estudio de arquitectura de George D. Mason y Albert Kahn, quienes utilizaron hormigón armado en su estructura, uno de los primeros ejemplos de esa técnica en Estados Unidos.
Las estructuras de hormigón armado no se desarrollaron por completo hasta que Julius Kahn, hermano de Albert, desarrolló el "Sistema Kahn" de refuerzo del hormigón y formó la Trussed Concrete Steel Company en Detroit para producir la barra de acero que este requiere. En 1905, se construyó con esta tecnología el Edificio No. 10 de la Planta Packard.

## Descripción
Las familias Palms y Book fueron los inversores en la construcción de este edificio, que fue nombrado en honor a Francis Palms (el dueño de la cercana Casa Croul-Palms). Está construido en forma de U, con un exterior de mampostería sólida revestida de piedra caliza. La fachada es simétrica, con torres octogonales en las esquinas.
Los planos de planta originales suponían apartamentos que ocuparan todo un ala del edificio, que consistía en un salón doble al frente y un comedor con chimenea en la parte posterior separados por dormitorios, bibliotecas, baños y más. Sin embargo, en la década de 1930 se subdividió. Muchos de los detalles originales aún existen en el interior y el exterior. 
Fue incluido en el Registro Estatal en 1979, el Registro Nacional en 1985 y recibió la designación de Distrito Histórico Local en 1980.

## Galería

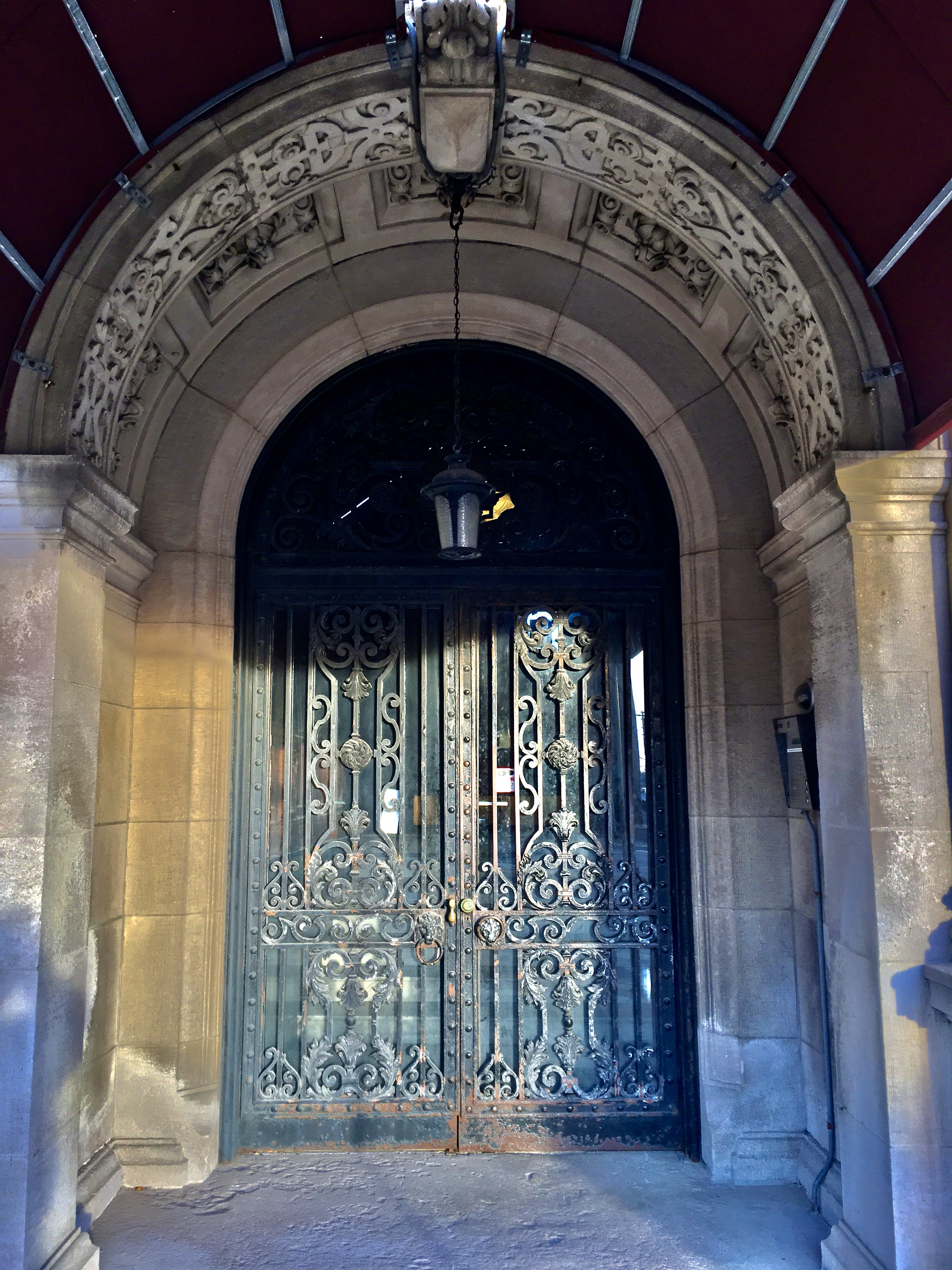
Arco con relieves
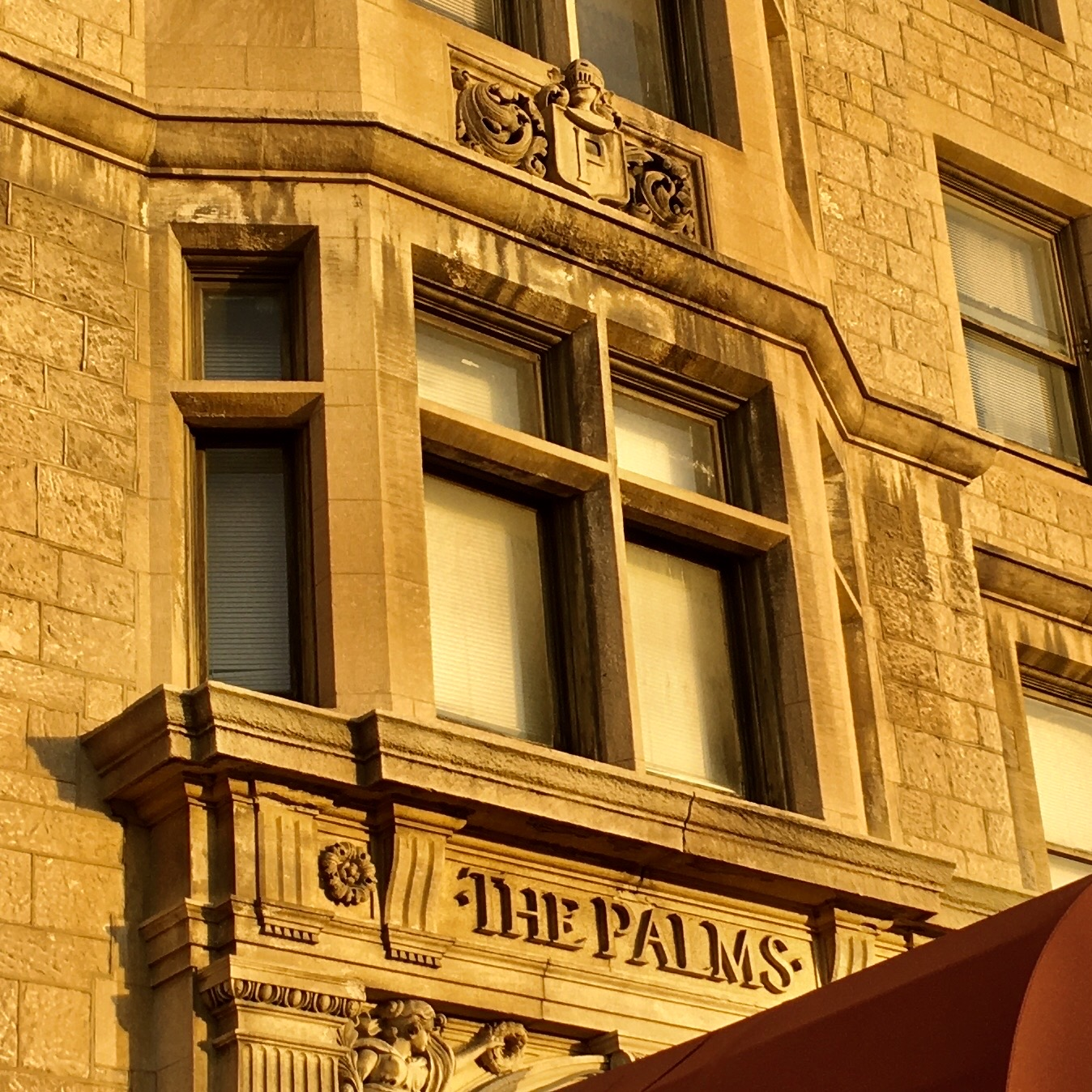
Ventana en el tramo central
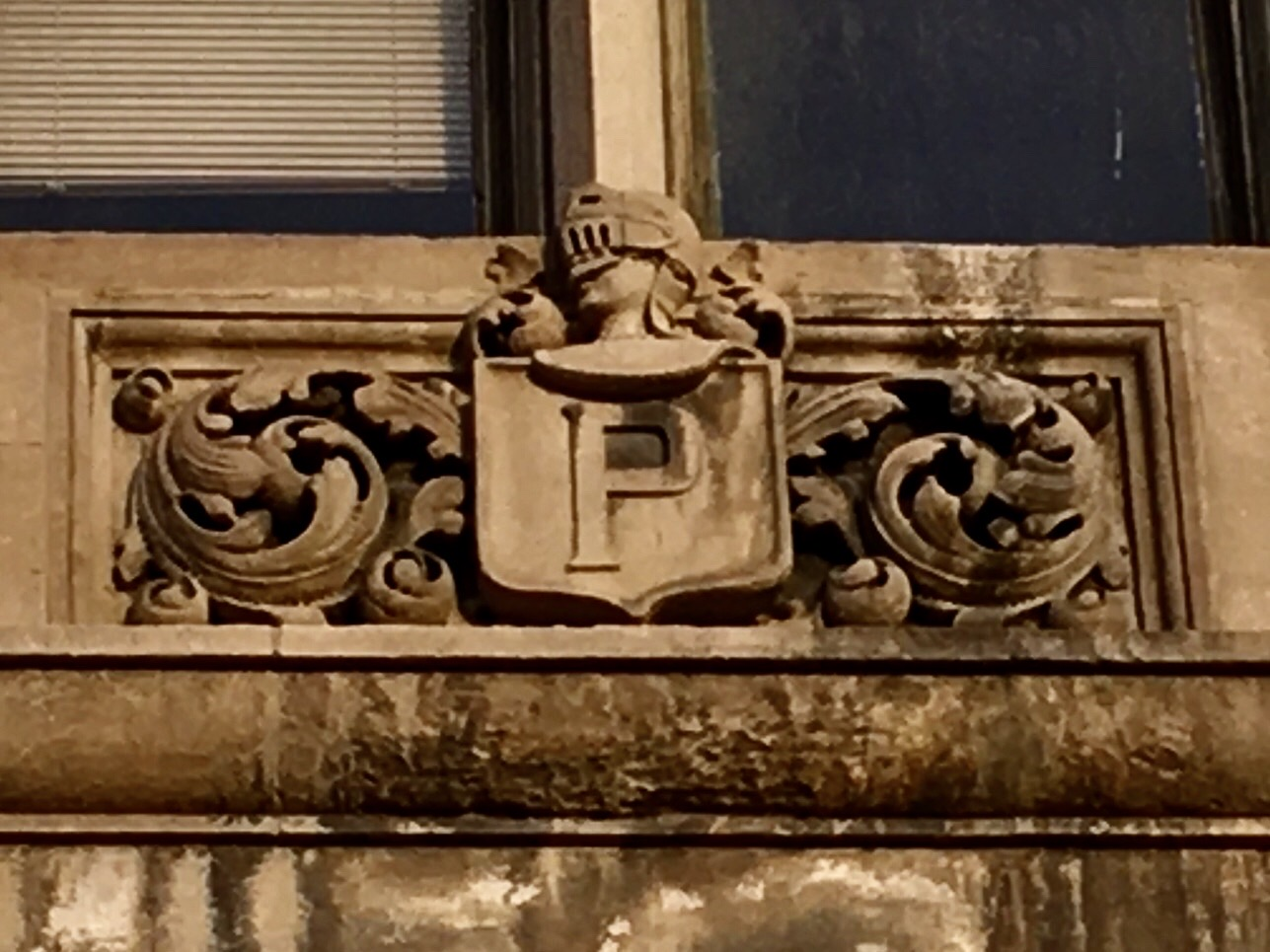
Detalles clásicos en la fachada
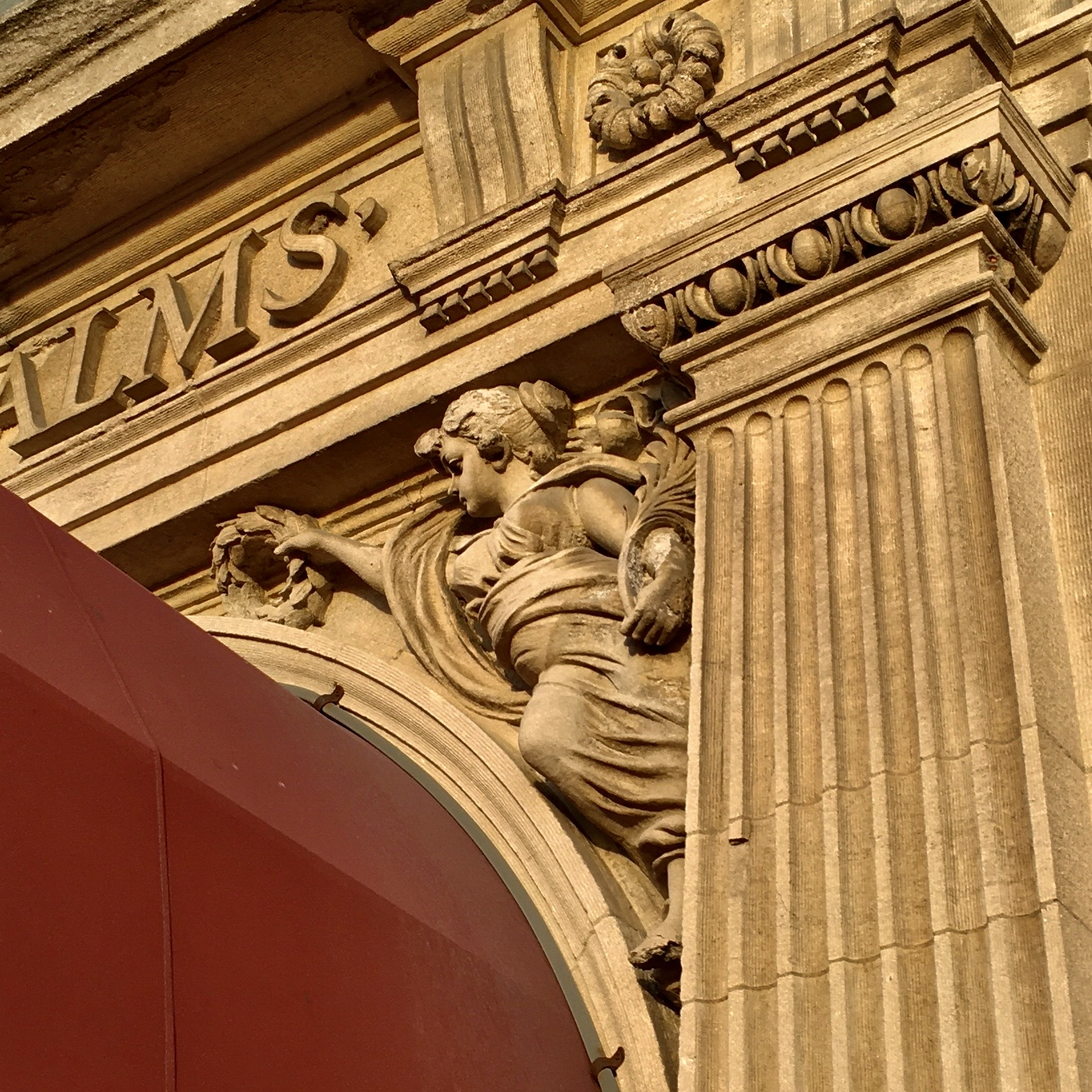
Figura femenina con corona de laurel.